# Graptopetalum amethystinum
Graptopetalum amethystinum és una espècie de planta suculenta del gènere Graptopetalum, de la família de les Crassulaceae.

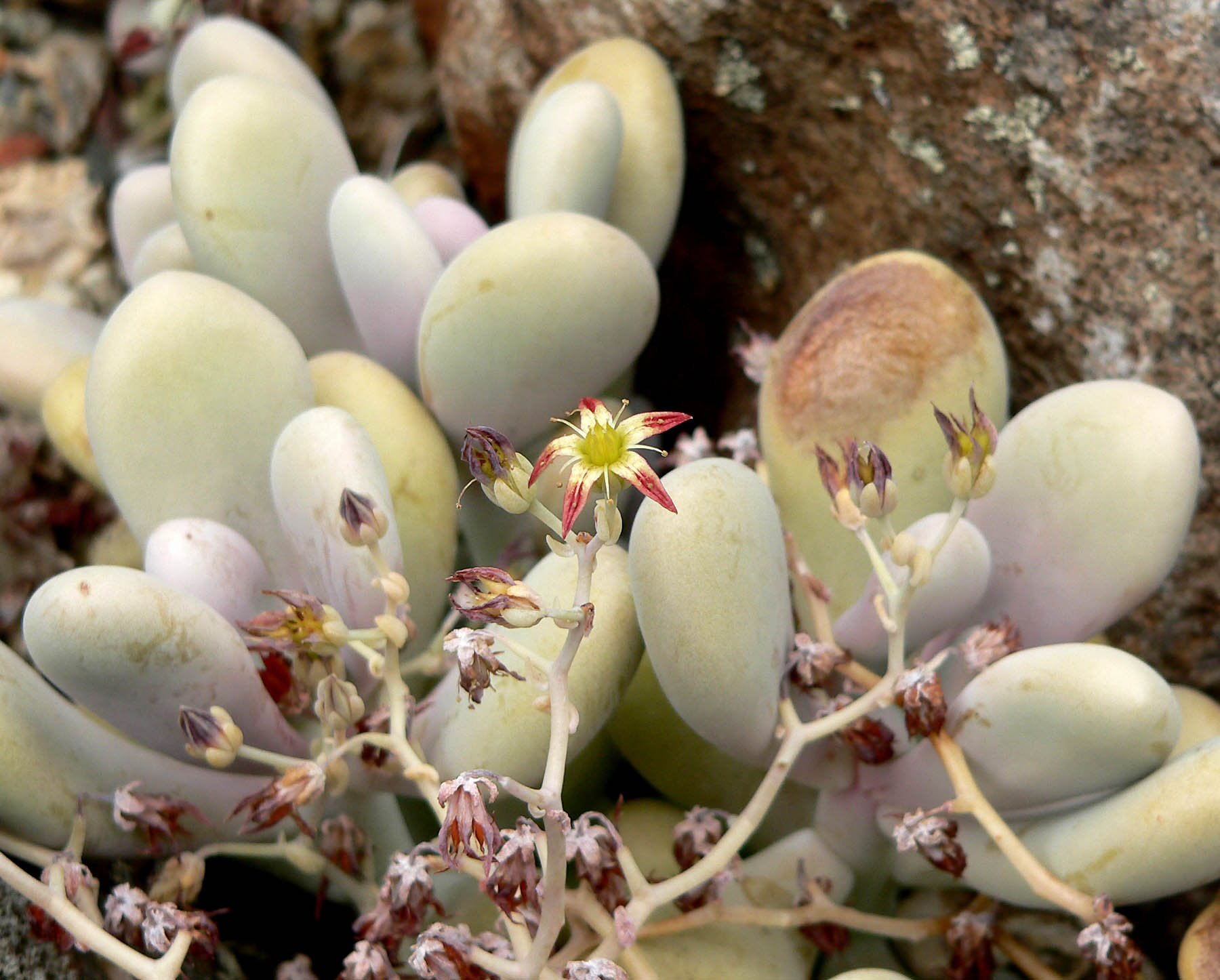
Vista de la planta

## Descripció
És una planta suculenta perenne, sense pèls, que forma rosetes de fins a 15 cm de diàmetre, de fulles carnoses arrodonides que semblen còdols, de color amb matisos d'espígol, rosa i verd i un recobriment polsós. Les flors tenen forma d'estrella, de 1,2 cm de diàmetre, de color groc-blanquinós a groc pàl·lid amb una franja vermell fosc.

## Distribució
Graptopetalum amethystinum és nativa de Jalisco a Mèxic.

## Cultiu
Necessitats de reg moderades. Suporta lleugeres gelades. Propagació per llavors o esqueix de tija o fulla.

## Taxonomia
Graptopetalum amethystinum va ser descrita per Eric Walther i publicat a Cact. Succ. J. (Los Angeles) 3: 12 1931.
Etimologia
Graptopetalum: nom genèric que deriva de les paraules gregues: γραπτός (graptos) per a "escrits", pintats i πέταλον (petalon) per a "pètals" on es refereix als pètals generalment tacats.
amethystinum: epítet llatí que significa "de color violeta".
Sinonímia
- Echeveria amethystina Poelln.
- Pachyphytum amethystinum Rose[4]